# Zoológico de Ueno
El Jardín Zoológico de Ueno es el más antiguo de Japón y está ubicado en la zona central de Tokio. Cuenta con más de 2.600 animales de 464 especies diseminados en más de 14 hectáreas. Además de permitir la observación de la fauna, se dedica a la preservación y protección de animales en peligro de extinción.

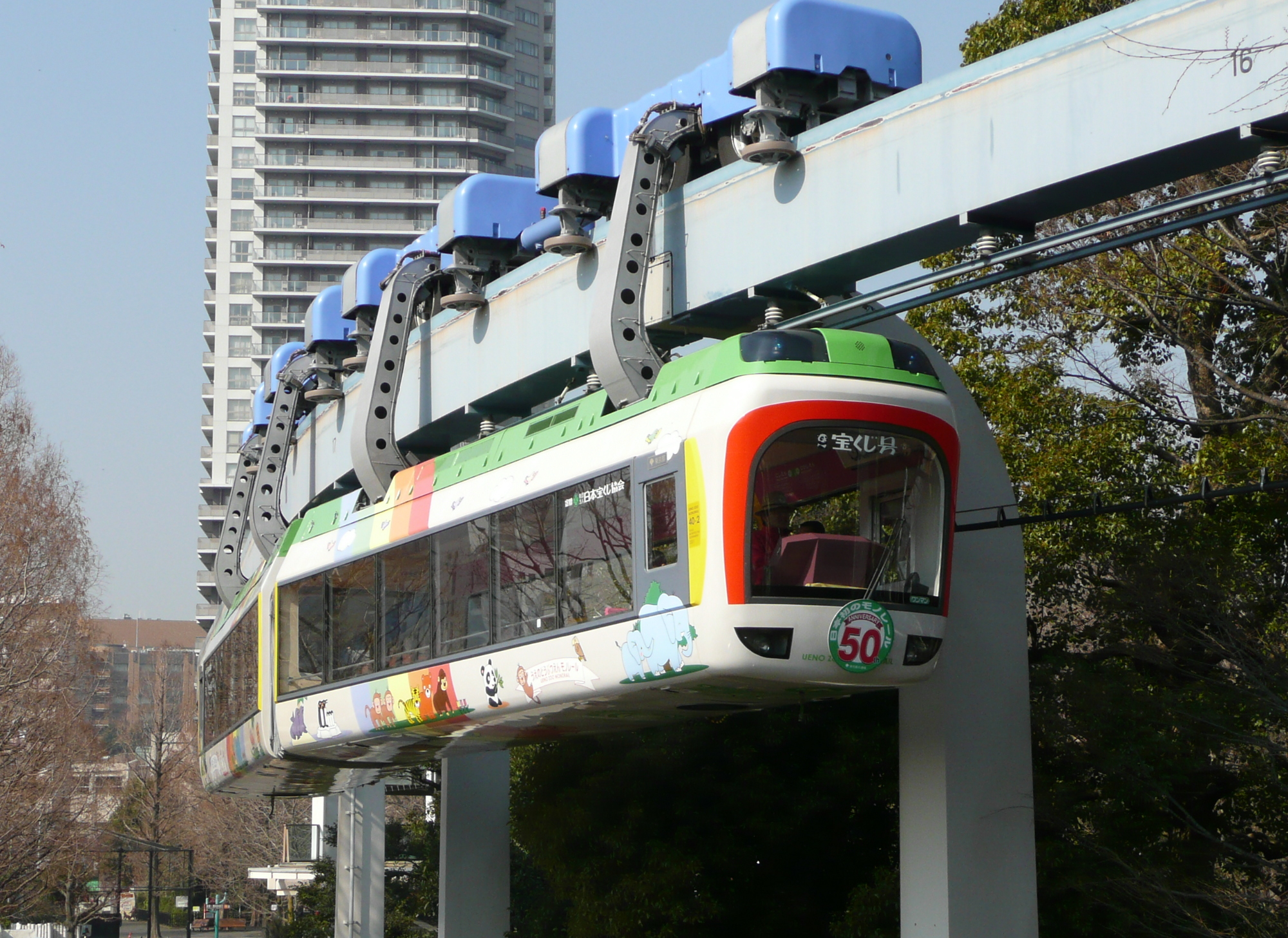
Monorrail del zoo de Ueno.

El zoológico está dividido en dos grandes zonas: el Jardín Este, donde están alojados pandas gigantes, mamíferos acuáticos, aves, felinos, monos, osos y elefantes, entre otras especies; y el Jardín Oeste, con pandas menores, cocodrilos, hipopótamos, canguros, pequeños mamíferos nocturnos, reptiles, un lago con grandes aves, okapis (que fueron llevados desde el zoológico de San Diego) y aye-ayes (del zoológico de Tsimbazaza, Madagascar) entre otros. Ambos jardines se conectan a través de un monorraíl de tres kilómetros, inaugurado en 1957.
El zoo de Ueno ha dedicado esfuerzos a la protección del panda gigante, cuyos primeros ejemplares arribaron desde China en 1972. Trabajó en cooperación para la preservación de la especie con los zoológicos de Beijing (China), San Diego (Estados Unidos) y Chapultepec (México). Tras el fallecimiento en 2008 del panda Ling Ling, en 2011 llegaron otros dos ejemplares, Ri Ri (macho) y Shin Shin (hembra), nacida en 1987 en el zoológico de Chapultepec y que en noviembre de 2012 dio a luz en Ueno a una cría que sólo vivió seis días.

## Especies

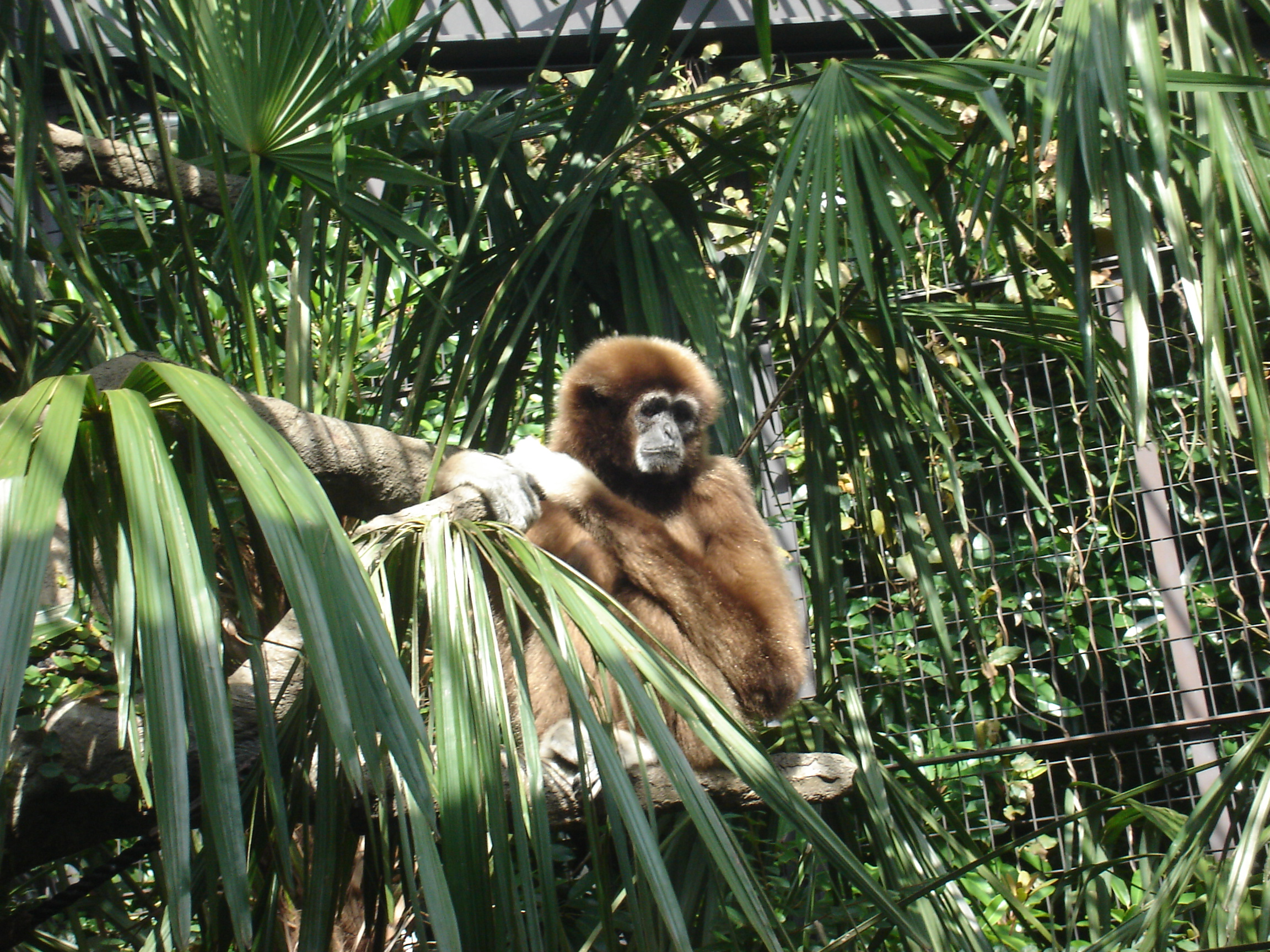
Gibón de manos blancas en el zoo de Ueno.

En el Jardín Este: faisán, panda rojo o menor, búho nival, aves rapaces, tigre de Sumatra, león asiático, gorila occidental de llanura, gibón, perro rojo, ciervo ratón, gato de Bengala, loris perezoso, murciélago, león marino de California, oso polar, oso pardo, oso malayo, oso tibetano, elefante asiático, macaco japonés, colobo oriental negro y blanco, lémur rufo, lémur de cola anillada, mono araña de manos negras, llama, carpincho, tapir amazónico, bisonte americano y perrito de la pradera, entre otros.
En el Jardín Oeste: rinoceronte blanco, hipopótamo, hipopótamo pigmeo, jirafa, cebra, okapi, aguará guazú, oso hormiguero, perezoso didáctilo de Hoffmann, lémur mano gris, aye-aye, roedores, murciélago, armadillo, erizo, puercoespín, tortuga gigante de las Galápagos, cocodrilo de estuario, iguana verde, gekko, serpiente del maíz, tortuga de orejas rojas, pitón de Birmania, cormorán, ánade real, gaviota reidora, porrón europeo, chajá, frailecillo, charrán inca o zarcillo, ibis escarlata, ibis sagrado, sirirí colorado, cobayo, conejo europeo, cricetino o hámster, caballo poni, burro, vaca, llama, cabra, oveja, entre otros.